# Cressida Bonas
Cressida Curzon Bonas (18 de fevereiro de 1989) é uma atriz, dançarina e modelo britânica. Ela é a filha mais nova de Lady Mary-Gaye Curzon e do empreendedor Jeffrey Bonas. Ela é uma neta de Edward Curzon, 6º Conde de Howe.

## Biografia
Cressida Curzon Bonas nasceu na cidade de Winchester, localizada no condado de Hampshire na Inglaterra, filha do empresário milionário Jeffrey Bonas (ex-aluno exemplo de Harrow School) e da famosa Lady Mary-Gaye Georgiana Lorna Curzon.
Por parte de mãe, ela é neta do banqueiro Edward Curzon, 6º Conde de Howe.
A família Bonas possuía fábricas de têxteis em Castle Gresley e Burton-on-Trent sob o nome da empresa, Bonas Brothers; fechou as operações na década de 1980, tendo produzido, como a sua linha final, elástico para calças femininas.
Ela tem sete meios-irmãos: três meios-irmãos paternos do primeiro casamento do pai; uma meia-irmã materna do primeiro casamento de sua mãe; e duas meias-irmãs maternas e um meio-irmão materno do segundo casamento de sua mãe, incluindo a atriz Isabella Calthorpe. O seu nome foi escolhido a partir da tragédia "Troilo e Créssida", escrita por William Shakespeare.

## Educação
Bonas tinha uma bolsa de estudos esportivos no Prior Park College, localizada na cidade inglesa de Bath no condado de Somerset.
Depois completou o seu ensino secundário na Stowe School, localizada no vilarejo homônimo no interior do condado de Buckinghamshire na Inglaterra.
Em seguida, passou a estudar Dança na Universidade de Leeds, antes de realizar estudos de pós-graduação em dança no Conservatório Trinity Laban, em Greenwich na Inglaterra.
Cressida é considerada uma it girl no Reino Unido, acumulando várias dezenas de seguidores das suas redes sociais oficiais, principalmente na sua página oficial no instagram.

## Vida pessoal

### Relação com Príncipe Harry
Em meados de maio de 2012, Bonas foi apresentada ao príncipe Harry de Gales pela princesa Eugénia de Iorque, que é uma amiga próxima de Cressida e uma meia-prima distante de 4° grau do príncipe Harry. Desse modo, Bonas e o príncipe acabaram começando a namorar em seguida.
Em 30 de abril de 2014, foi anunciado publicamente que o casal havia se separado amigavelmente, após mais de dois anos de namoro. Mesmo separados, de forma amigável, Cressida e Harry ainda foram fotografados juntos com frequência, por compartilharem alguns círculos próximos de amigos em comum, incluindo a própria princesa Eugénia de Iorque.
Em maio de 2018, Cressida compareceu à cerimônia de casamento do príncipe Harry de Gales com Meghan Markle.

### Namoro, noivado e casamento
Em meados de 2014, começou a namorar com o corretor imobiliário Harry Wentworth-Stanley.
Em agosto de 2018, anunciou oficialmente estar noiva de Wentworth-Stanley.
Em Julho de 2020, os dois se casaram em "segredo" em West Sussex, em uma cerimônia íntima devido a Pandemia de COVID-19, a relação já estava em mais de seis anos juntos. O seu agora marido é um enteado do aristocrata George Mountbatten, 4º Marquês de Milford Haven, devido ao seu segundo casamento desse com a agora Clare Mountbatten, Marquesa de Milford Haven (também segundo casamento desta).
Em julho de 2022, ela confirmou sua primeira gravidez na revista The Spectator. Em novembro de 2022, ela foi vista empurrando seu filho recém-nascido, Wilbur James Wentworth-Stanley, em um carrinho de bebê. Em uma entrevista em dezembro de 2022, ela revelou que havia se submetido a fertilização in vitro após dificuldades para engravidar.

## Cinema e televisão
| Ano  | Título          | Papel          | Ref.   |
| ---- | --------------- | -------------- | ------ |
| 2009 | Trinity         | Cheerleader    | [ 18 ] |
| 2016 | Doctor Thorne   | Patience Oriel | [ 19 ] |
| 2017 | The Bye Bye Man | Sasha          | [ 20 ] |
| 2017 | Tulip Fever     | Mrs. Steen     | [ 21 ] |

## Teatro
| Ano  | Peça                            | Papel | Local                    | Ref.   |
| ---- | ------------------------------- | ----- | ------------------------ | ------ |
| 2014 | There's a Monster in the Lake   | Wolf  | Festival Hay             | [ 22 ] |
| 2015 | There's a Monster in the Lake   | Wolf  | Festival Vault           | [ 23 ] |
| 2015 | The Importance of Being Earnest |       |                          | [ 24 ] |
| 2015 | An Evening with Lucian Freud    | Laura | Leicester Square Theatre |        |